# Байгекум
Байгекум (каз. Бәйгеқұм) — село в Чиилийском районе Кызылординской области Казахстана. Административный центр и единственный населённый пункт Байгекумского сельского округа. Находится примерно в 27 км к северо-западу от районного центра, села Шиели. Код КАТО — 435237100.
В 17 км находится древнее городище Кызылкала.

## Население
В 1999 году население села составляло 2235 человек (1152 мужчины и 1083 женщины). По данным переписи 2009 года, в селе проживали 2652 человека (1344 мужчины и 1308 женщин).

## Галерея

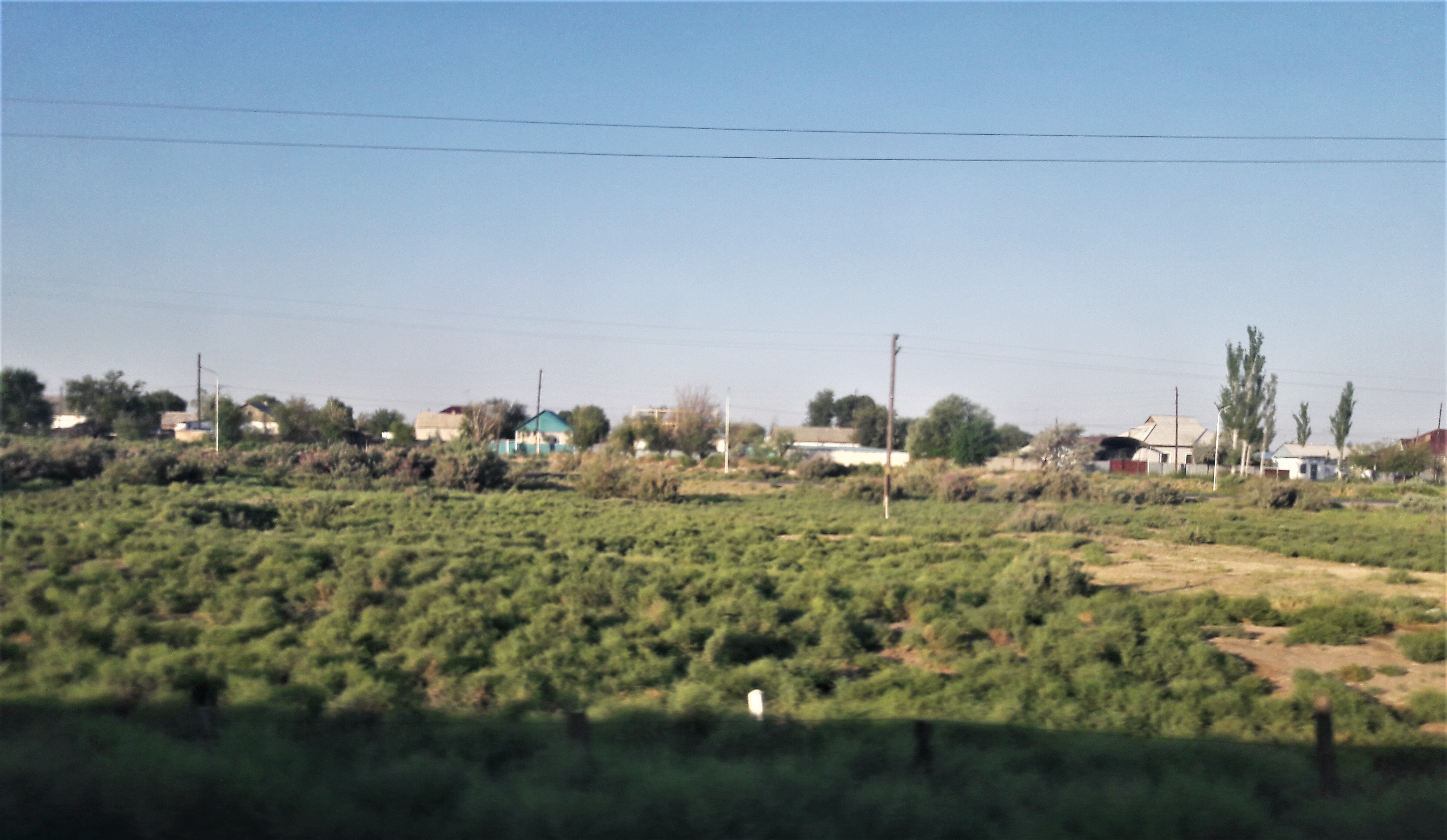
Байгекум
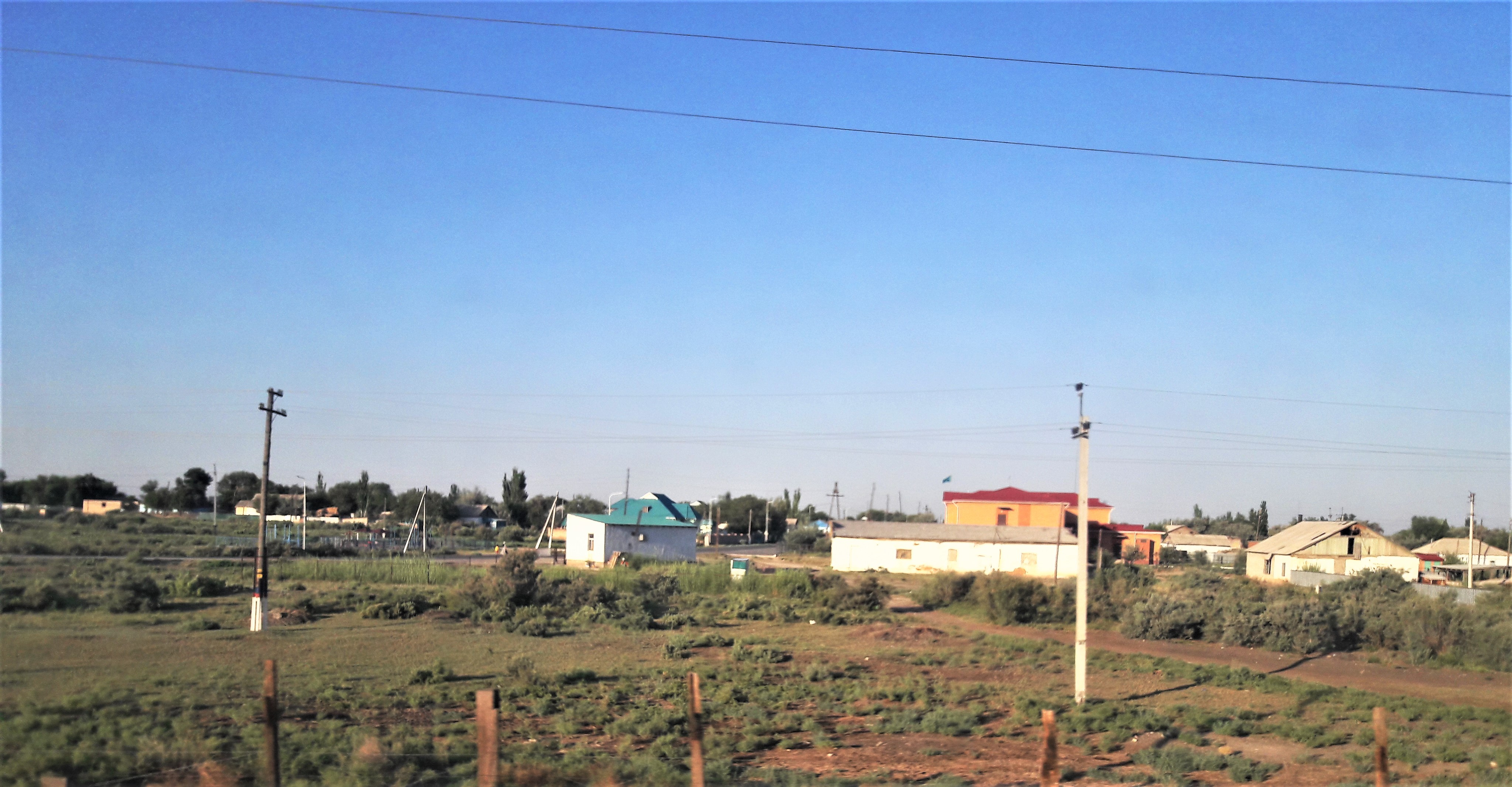
Байгекум
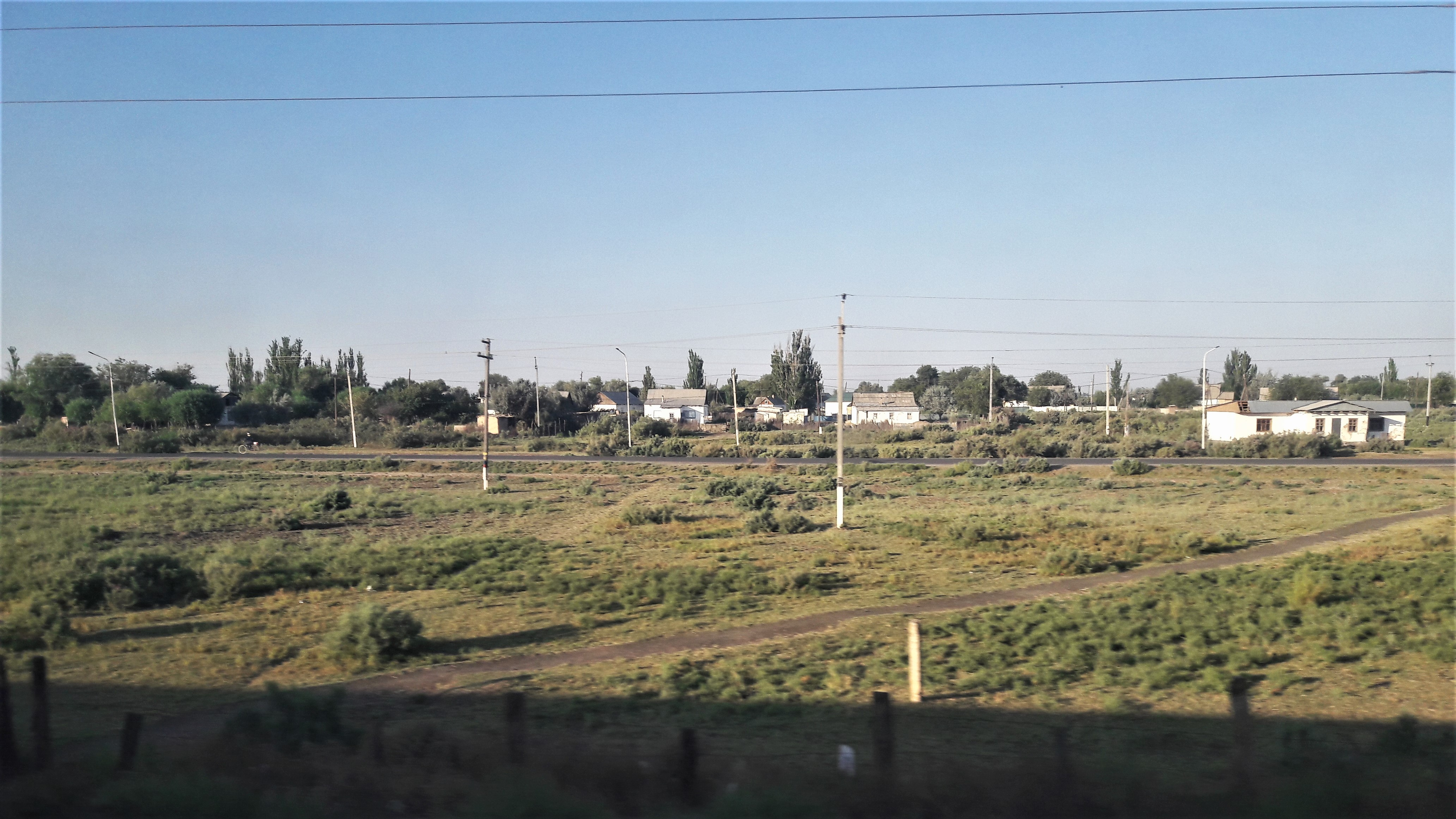
Байгекум